# Jans Koster

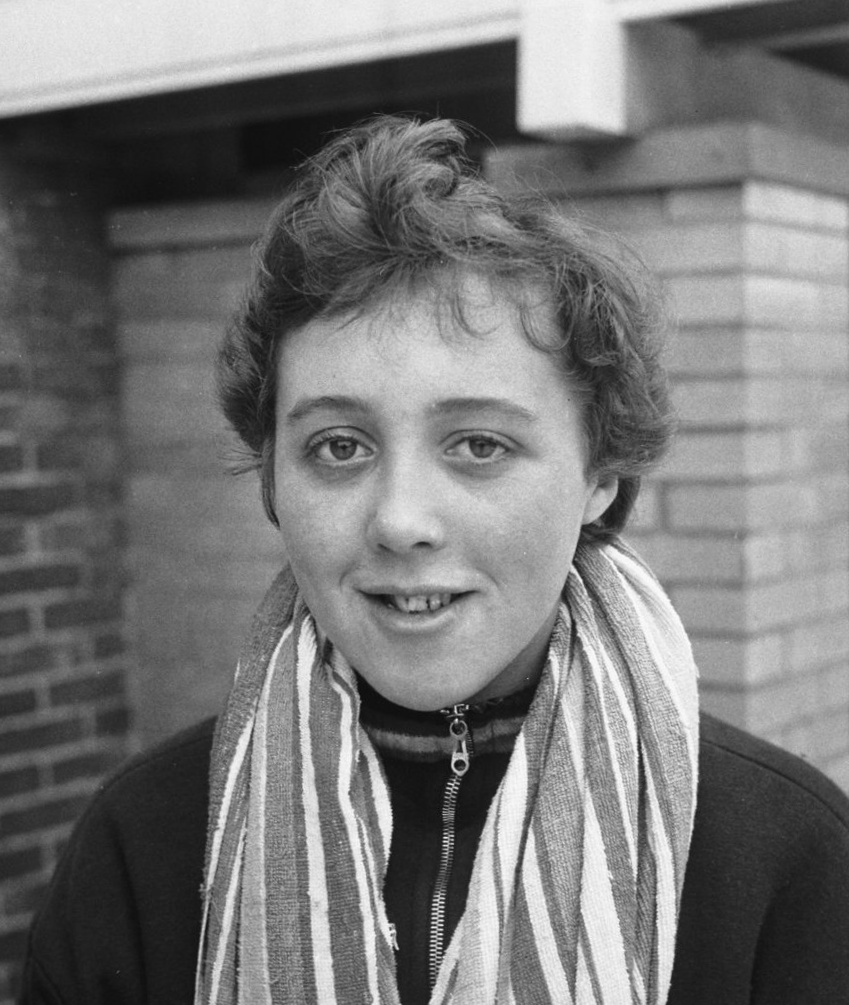
Jans Koster in 1956

Jans Koster (Naarden, 1938) is een voormalige Nederlandse zwemster. Ze zwom in 1956 en 1957 tweemaal een wereldrecord op de langste zwemafstand in het wedstrijdbad. Door de olympische boycot kon zij in 1956 niet deelnemen aan de Olympische Spelen. In 1958 werd zij Europees kampioene. Door haar huwelijk (op 9 maart 1960 trouwde ze met Ben Hulsegge) was dat tevens het laatste internationale succes dat ze behaalde. 
Jans Koster is de moeder van RTV Noord-journalist Erik Hulsegge.

## Records

### Nederlands record
| Afstand                      | Tijd     | Plaats    | Datum            |
| ---------------------------- | -------- | --------- | ---------------- |
| 400 m vrije slag lange baan  | 5:04.00  | Parijs    | 13 juli 1957     |
| 800 m vrije slag lange baan  | 10:53.50 | Utrecht   | 26 augustus 1956 |
| 1500 m vrije slag lange baan | 20:22.80 | Utrecht   | 21 augustus 1956 |
| 1500 m vrije slag lange baan | 20:03.10 | Hilversum | 27 juli 1957     |

### Europees record
| Afstand                      | Tijd     | Plaats    | Datum            |
| ---------------------------- | -------- | --------- | ---------------- |
| 1500 m vrije slag korte baan | 20:22.80 | Utrecht   | 21 augustus 1956 |
| 1500 m vrije slag lange baan | 20:03.10 | Hilversum | 27 juli 1957     |

### Wereldrecord
| Afstand                      | Tijd     | Plaats    | Datum            |
| ---------------------------- | -------- | --------- | ---------------- |
| 1500 m vrije slag korte baan | 20:22.80 | Utrecht   | 21 augustus 1956 |
| 1500 m vrije slag lange baan | 20:03.10 | Hilversum | 27 juli 1957     |

## Palmares
- 1956:  NK LB 400 m - 5.13,4
- 1956:  NK 1500 m - 20.43,0
- 1958:  EK LB 400 m - 5.02,6